# Valentín Ferraz

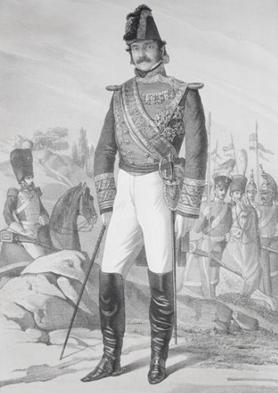

Valentín Ferraz y Barrau (* 14. Februar 1794 in Anciles, Provinz Huesca; † 31. August 1866 in Madrid) war ein spanischer Generalleutnant, Politiker und Ministerpräsident Spaniens (Presidente del Gobierno).

## Biografie

### Militärische Laufbahn

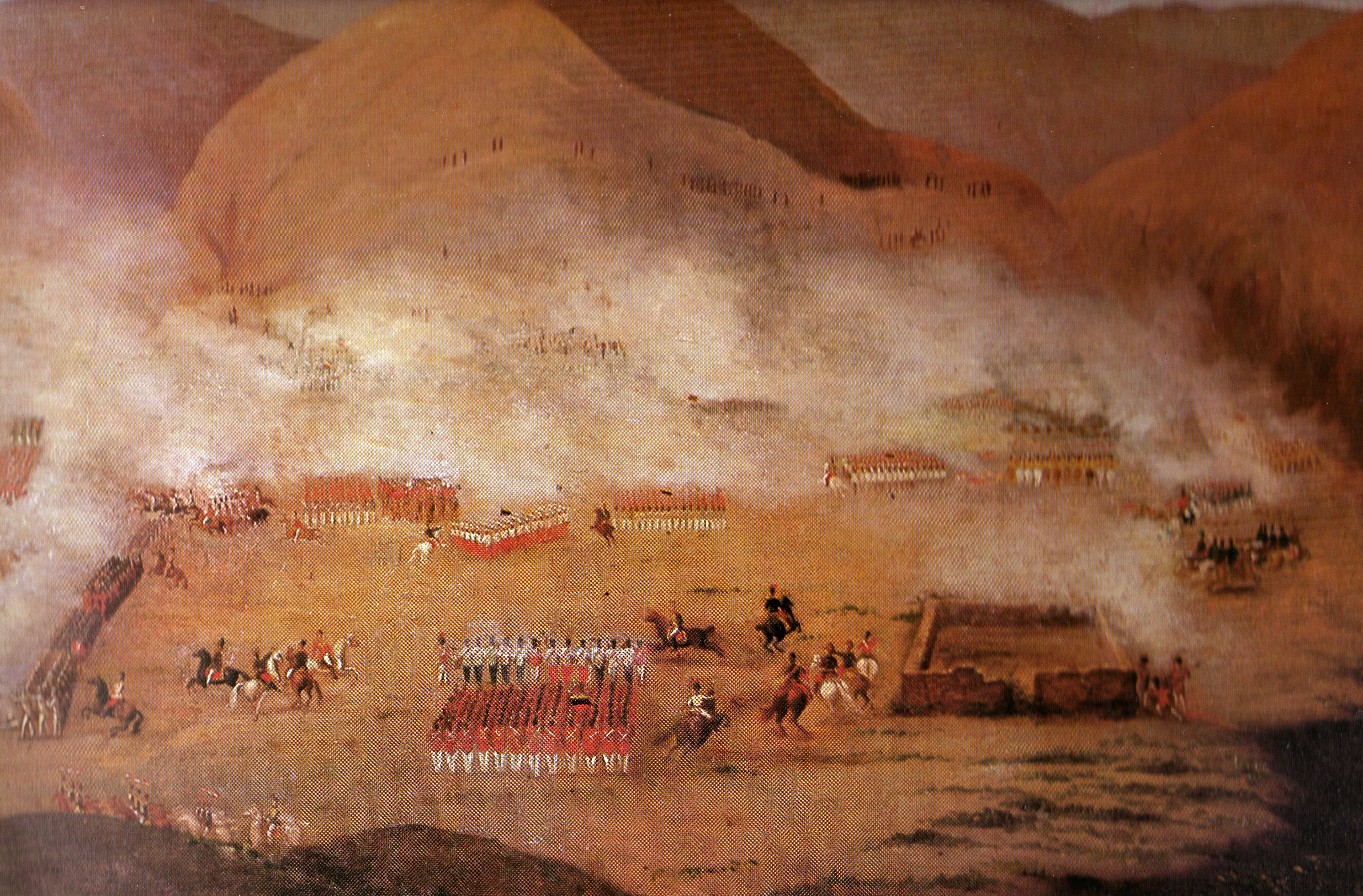
Die Schlacht von Ayacucho (1824)

Ferraz entstammte einer bekannten Familie, deren Mitglieder zumeist Offiziere, Juristen und Politiker waren. Im Alter von fünfzehn Jahren trat er 1808 als Kadett in das Königliche Dragoner-Kavallerie-Regiment ein, mit dem er während des Spanischen Unabhängigkeitskrieges an der Belagerung von Saragossa (1808) teilnahm. Nach seiner Beförderung zum Leutnant nahm er an den Kämpfen von Barcelona und Valencia teil.
Nach dem Ende des Unabhängigkeitskrieges nahm als Offizier der Königlich-Spanischen Armee (Ejército Real) an den Unabhängigkeitskriegen in Lateinamerika teil. Im Range eines Majors (Comandante) nahm er 1820 in Peru und Chile an der Schlacht von Arica teil und wurde für seine Tapferkeit mit dem Ferdinandsorden (Cruz Laureada de San Fernando) ausgezeichnet. Während der Schlacht von Ayacucho, bei der am 9. Dezember 1824 in der Nähe von Ayacucho (Peru) in der Pampa von Quinua die letzten spanischen Truppen in den südamerikanischen Kolonien von den Streitkräften Perus und Kolumbien unter Führung Antonio José de Sucres geschlagen wurden, woraufhin der Vizekönig José de la Serna die Kapitulation unterzeichnete, was zur Unabhängigkeit der meisten südamerikanischen Staaten führte, war er im Range eines Brigadegenerals (Brigadier) Kommandeur der Kavallerie.
Nach seiner Rückkehr nach Spanien wurde er 1825 in die Garnison Álava verlegt und diente später im Extremadura-Regiment (Regimiento Extremadura) sowie in der Königlichen Garde (Guardia Real).

### Herrschaft von Isabella II. und Aufstieg zum Ministerpräsidenten
Während der Amtszeit von Francisco Martínez de la Rosa war er vom 8. April bis zum 13. Juni 1835 amtierender Kriegsminister (Ministro de Guerra). Dieses Amt hatte er auch für zwei Tage vom 9. bis zum 11. Oktober 1838 im Kabinett von Bernardino Fernández De Velasco inne.
Am 30. April 1839 erfolgte seine Beförderung zum Generalleutnant (Teniente General). Als solcher war er Generalinspekteur der Kavallerie.
Bei den Wahlen zum Deputiertenkongress (Congreso de los Diputados) wurde er am 24. Juli 1839 für ein Jahr als Vertreter des Wahlbezirks von Huesca zum Abgeordneten gewählt. Als Vertreter der Provinz Huesca erfolgte am 5. September 1839 darüber hinaus seine Wahl zum Senator.
Am 20. Juli 1840 wurde er erneut zum Kriegsminister in das Kabinett von Antonio González González berufen. Am 12. August 1840 folgte er diesem im Amt des Ministerpräsidenten Spaniens (Presidente del Gobierno). Allerdings war auch seine Regierungszeit nur von sehr kurzer Dauer, denn bereits am 29. August 1840 wurde er als Ministerpräsident von Modesto Cortázar abgelöst. Während seiner Amtszeit behielt er jedoch auch das Amt des Kriegsministers bei.
Bei den Wahlen zum Kongress wurde er am 1. Februar 1841 erneut als Vertreter von Huesca zum Abgeordneten gewählt und gehörte dem Kongress bis zum Ende der 12. Wahlperiode am 27. Februar 1843 an.
Am 18. März 1853 wurde er zum Senator auf Lebenszeit (Senador Vitalicio) ernannt. Daneben war er 1855 bis 1856 Bürgermeister (Alcalde) von Madrid.